# فريدريك نيولاند
فريدريك نيولاند (بالإنجليزية: Frederick Newland)‏ (14 يناير 1850 في المملكة المتحدة - 10 أغسطس 1921 في المملكة المتحدة) هو لاعب كريكت بريطاني (وحمل سابقاً جنسية المملكة المتحدة لبريطانيا العظمى وأيرلندا). لعب مع نادي مقاطعة ساسكس للكركيت ‏.

## وصلات خارجية
- فريدريك نيولاند على موقع إي آس بي آن كريك إنفو (الإنجليزية)